# Robert Sean Leonard
Robert Lawrence Leonard, poznatiji kao Robert Sean Leonard (Jersey City, New Jersey, 28. veljače 1969.), američki filmski i kazališni glumac, najpoznatiji po ulogama Jamesa Wilsona u seriji Dr. House i Neila Perryja u filmu Društvo mrtvih pjesnika.

## Životopis
Robert Lawrence Leonard rođen je 28. veljače 1969. u Jersey Cityju. Odrastao je u Ridgewoodu gdje je i pohađao srednju školu prije nego što je studirao na sveučilištima Fordham i Columbia. Zbog činjenice da postoji još jedan glumac s istim imenom, Leonard je uzeo bratovo ime Sean kao svoje srednje ime na članskoj iskaznici Ceha filmskih glumaca.
Leonard je tri puta nominiran za nagradu Tony (1993., 2001. i 2003.), a te 2001. je i dobio nagradu (Najbolji glumac u predstavi) za svoju ulogu A.E. Housmanu u predstavi Izum ljubavi Toma Stopparda. Godine 1988. je također igrao Romea u drami Rome i Julija u produkciji Riverside Shakespeare Companyja. 
Igrao je dr. Jamesa Wilsona, onkologa i šefa odjela, u FOX-ovoj seriji Dr. House.
Leonard je dobar prijatelj s kolegom iz serije Dr. House, Hughom Laurieom kao i s Ethanom Hawkeom, prijateljem iz djetinjstva i kolegom iz filma Društvo mrtvih pjesnika. Oženjen je s jahačicom Gabriellom Salick s kojom ima jedno dijete.

## Vanjske poveznice
- Robert Sean Leonard u internetskoj bazi filmova IMDb-u (engl.)